# 우라나 케이
우라나 케이(일본어: 裏那 圭 우라나 케이[*])는 일본의 만화가이다.

## 경력
2022년부터 『주간 소년 매거진』에서 액션 만화 『가치아쿠타』를 연재 중이다. 또한 「다음에 올 만화 대상 2022」 코믹스 부문에서 글로벌 특별상을 수상했다.

## 인물
- 좋아하는 만화는 소울 이터[2].
- 가치액터의 그래피티 담당 안도 히데요시(晏童秀吉)와는 인터넷으로 알게 되어 이벤트로 함께 라이브 페인트칠을 한 사이다. 원래 각자 활동했지만, 「이 만화 속에 안도 히데요시의 그래피티를 넣으면 멋지지 않을까?」라는 생각에서 시작해, "그렇다면 지금까지 만화에 없던 형태의 그래피티로 할 수 있지 않을까"하는 생각이 들어 이 형태가 되었다.[3]

## 작품 목록
- 뇌쇄(脳枷) (『별책 소년 매거진』 2018년 7월호) - 2018년 3월 MGP 입선 작품.
- 시키도우(獅鬼童)  (『별책 소년 매거진』 2023년 3월호) - 매거진 신인 만화상 입선 작품.
- 『가치아쿠타』 고단샤 〈소년 매거진KC〉 전14권 (『주간 소년 매거진』 2022년 12호 - 연재 중)
  1. 2022년 5월 17일 발매[4][5], ISBN 978-4-06-527922-9
  2. 2022년 7월 15일 발매[6], ISBN 978-4-06-528430-8
  3. 2022년 9월 16일 발매[7], ISBN 978-4-06-529138-2
  4. 2022년 11월 17일 발매[8], ISBN 978-4-06-529777-3
  5. 2023년 2월 17일 발매[9], ISBN 978-4-06-530527-0
  6. 2023년 4월 17일 발매[10], ISBN 978-4-06-531344-2
  7. 2023년 7월 14일 발매[11], ISBN 978-4-06-532179-9
  8. 2023년 10월 17일 발매[12], ISBN 978-4-06-532888-0
  9. 2023년 12월 15일 발매[13], ISBN 978-4-06-533899-5
  10. 2024년 3월 15일 발매[14], ISBN 978-4-06-534863-5
  11. 2024년 6월 17일 발매[15], ISBN 978-4-06-535779-8
  12. 2024년 9월 17일 발매[16], ISBN 978-4-06-536774-2
  13. 2024년 12월 17일 발매[17], ISBN 978-4-06-537775-8
  14. 2025년 3월 17일 발매[18], ISBN 978-4-06-538707-8